# Joanna Jakubas
Joanna Ewa Jakubas (ur. 9 marca 1984) – polska wokalistka, aktorka, autorka tekstów i producentka muzyczna.

## Życiorys
Joanna Jakubas jest córką notowanego na liście najbogatszych Polaków przedsiębiorcy Zbigniewa Jakubasa, powiązanego z wieloma przedsiębiorstwami i instytucjami kultury, właściciela m.in. Mennicy Polskiej, grupy Newag czy Motoru Lublin. Ewa Orłowska-Jakubas, matka Joanny, jest aktywna jako przedsiębiorczyni i pełni funkcję prokurenta w założonej przez męża spółce Multico zajmującej się nieruchomościami, jest także prezesem zarządu firmy New Century Arts, która działa w branży filmowej, telewizyjnej, dźwiękowej i muzycznej; ponadto wraz z córką posiadają pakiet akcji w Mennicy Polskiej. Joanna ma starszą siostrę. Rodzice aktywnie wspierali rozwój córek od najmłodszych lat, zapewniając dostęp do wysokiej jakości edukacji w Polsce i za granicą.
Joanna Jakubas posiada sopran liryczny. Uzyskała tytuł Bachelor of Music w Manhattan School of Music w Nowym Jorku oraz tytuł Master of Music in Advanced Vocal Performance w Royal College of Music w Londynie. 

## Kariera muzyczna
W 2007 roku występowała z orkiestrą symfoniczną pod batutą Sławomira Chrzanowskiego w festiwalu im. Jana Kiepury w Krynicy-Zdroju, a w 2008 roku pod batutą Mirosława Jacka Błaszczyka na tym samym festiwalu.
W 2010 roku Joanna Jakubas wystąpiła wraz z pianistą Stanisławem Drzewieckim na jubileuszu 20-lecia Polskiego Klubu Biznesu w Sali Kongresowej w Warszawie. Tego samego roku Joanna Jakubas rozpoczęła współpracę z Teatrem Mazowieckim im. Jana Kiepury, biorąc udział w koncertach w Filharmonii Narodowej  w Warszawie, w studio Koncertowym Polskiego Radia im. W. Lutosławskiego oraz Operze Narodowej.
W 2009 roku nagrała dwa utwory: "Take a Chance" napisaną przez Matthew Moore oraz "Blind" duet z Alexsandrą Vouté skomponowany przez Paula Pricharda, które znajdują się na ścieżce dźwiękowej filmu "Randka w ciemno".
W 2015 roku Joanna Jakubas wystąpiła gościnnie w koncercie Ennio Morricone na Arenie w Krakowie oraz zadebiutowała w Operze Bastille w Paryżu, śpiewając rolę Kate w operze "Madame Butterfly" Giacomo Pucciniego. W latach 2016–2017 występowała w serii koncertów Teatru Muzycznego w Łodzi „Muzyczna Podróż z Wiednia do Rio”. W latach 2017–2018 brała udział w serii koncertów Teatru Muzycznego w Łodzi „Step By Step”. W 2019 roku śpiewała w Lubinie w programie „Najpiękniejsze kolędy” dla telewizji TVN. W grudniu 2021 roku Joanna wydała EP „White Christmas”, która zawiera 6 kolęd. W kwietniu 2022 wypuściła dwa single - "Spente le Stelle" oraz "Hallelujah". Single promowały debiutancki album Joanny - "My New Wings", który został wydany w tym samym roku. Płyta została nagrana w Abbey Road Studios i Lyndhurst Air Studios. Przy albumie pracowali Jan A.P. Kaczmarek, Nick Ingman, London Symphony Orchestra, chór London Voices, Simon Gibson oraz Simon Rhodes. W czerwcu 2022 roku Joanna Jakubas wypuściła wersję Deluxe albumu zawierającą dwa dodatkowe utwory - Memory oraz Notte di luce.

## Wyróżnienia
Joanna Jakubas jest laureatką Teatralnej Nagrody Muzycznej im. Jana Kiepury w roku 2011 w kategorii śpiewaczka - najlepszy debiut roku. W 2022 roku, za singiel "Spente le Stelle" z płyty "My New Wings" otrzymała nominacje w kategorii "najlepsza piosenka" na Hollywood Music in Media Awards w dziedzine muzyki neoklasycznej. 

## Filmografia[11]
| Rok  | Tytuł                     | Rola                                   |
| 2002 | Psie serce, odc. 6 Tamino | Matylda Sikorowska, wychowanica Heleny |
| 2009 | Randka w ciemno           | Jola, przyjaciółka Majki               |
| 2011 | Los numeros               | Diwa                                   |
| 2014 | Kamienie na szaniec       | Śpiewaczka                             |

## Dyskografia[22]

### Wydawnictwa
| Rok  | Nazwa                 | Rodzaj         |
| ---- | --------------------- | -------------- |
| 2021 | White Christmas       | EP             |
| 2022 | Spente le Stelle      | Singiel        |
| 2022 | Hallelujah            | Singiel        |
| 2022 | My New Wings (Deluxe) | Album studyjny |
| 2024 | Brand New Courage     | Singiel        |
| 2024 | Flamenco              | Singiel        |
| 2024 | What If               | Singiel        |
| 2024 | Mona Lisa Smile       | Singiel        |
| 2024 | Mona Lisy czar        | Singiel        |
| 2024 | Authentic Self        | Album studyjny |

### My New Wings[20]
| Utwór                      | Twórcy                                                                             | Czas  | Deluxe |
| -------------------------- | ---------------------------------------------------------------------------------- | ----- | ------ |
| Nella Fantasia             | Ennio Morricone, Joanna Jakubas, London Symphony Orchestra, London Voices          | 04:15 | -      |
| Besame Mucho               | Consuelo Velázquez, Joanna Jakubas, London Symphony Orchestra                      | 04:01 | -      |
| Canto della Terra          | Francesco Sartori, Joanna Jakubas, London Symphony Orchestra                       | 04:10 | -      |
| Caruso                     | Lucio Dalla, Joanna Jakubas, London Symphony Orchestra                             | 04:56 | -      |
| Historia de un Amor        | Carlos Eleta Almaran, Joanna Jakubas, London Symphony Orchestra                    | 03:49 | -      |
| Nights in White Satin      | Justin Hayward, Joanna Jakubas, London Symphony Orchestra, London Voices           | 03:22 | -      |
| Adagio                     | Tomaso Albinoni, Remo Giazotto, Joanna Jakubas, London Symphony Orchestra          | 04:27 | -      |
| Spente le Stelle           | Jean-Patrick Capdevielle, Joanna Jakubas, London Symphony Orchestra, London Voices | 04:29 | -      |
| I Will Always Love You     | Dolly Parton, Joanna Jakubas, London Symphony Orchestra                            | 04:55 | -      |
| Hallelujah                 | Leonard Cohen, Joanna Jakubas, London Symphony Orchestra                           | 03:33 | -      |
| Don't Cry For Me Argentina | Andrew Lloyd Webber, Joanna Jakubas, London Symphony Orchestra                     | 05:37 | -      |
| My Heart Will Go On        | James Horner, Joanna Jakubas, London Symphony Orchestra, London Voices             | 04:37 | -      |
| La Vie En Rose             | Louiguy Louiguy, Joanna Jakubas, London Symphony Orchestra                         | 04:13 | -      |
| Dla Ciebie Mamo            | Adam Skorupka, Joanna Jakubas, London Symphony Orchestra                           | 04:59 | -      |
| Tango to Evora             | Loreena McKennitt, Joanna Jakubas, London Symphony Orchestra, London Voices        | 03:42 | -      |
| Notte di luce              | Justin Hayward, Joanna Jakubas, London Symphony Orchestra, London Voices           | 03:25 | Tak    |
| Memory                     | Andrew Lloyd Webber, Joanna Jakubas, London Symphony Orchestra, London Voices      | 04:32 | Tak    |